# Aeropuerto de Ubay
El Aeropuerto de Ubay (en tagalo: Paliparan ng Bayan ng Ubay, en cebuano: Tugpahanan sa Lungsod sa Ubay) (ICAO: RPSN, antes RPBY) es un aeropuerto que sirve el área general de Ubay, en la parte nororiental de la provincia de la isla de Bohol en Filipinas. El aeropuerto no cuenta con ningún servicio programado, ni con instalaciones adecuadas.
Es uno de los dos aeropuertos de Bohol, el otro es el aeropuerto de Tagbilaran. Las 54 hectáreas (130 Acres) del aeropuerto se clasifican como un aeropuerto alimentador por la Autoridad de Aviación Civil de Filipinas, una agencia adjunta del Departamento de Transportes y Comunicaciones que se encarga de las operaciones, no sólo de este aeropuerto, sino también de todos los demás aeropuertos en Filipinas, excepto los principales aeropuertos internacionales. 
El aeropuerto de Ubay fue construido por los estadounidenses antes de la Segunda Guerra Mundial, y fue utilizado básicamente durante el conflicto, aunque desde entonces solo las avionetas aterrizan en sus espacios.